# Ervin Smajlagić
Ervin Smailagić (7 marzo 1976) è un allenatore di calcio ed ex calciatore bosniaco, di ruolo difensore.

## Carriera

### Allenatore
Il 14 aprile 2014 viene sostituito dalla panchina del Jedinstvo Bihać da Ahmet Kečalović.

## Statistiche

### Cronologia presenze e reti in nazionale
| Cronologia completa delle presenze e delle reti in nazionale ― Bosnia ed Erzegovina | Cronologia completa delle presenze e delle reti in nazionale ― Bosnia ed Erzegovina | Cronologia completa delle presenze e delle reti in nazionale ― Bosnia ed Erzegovina | Cronologia completa delle presenze e delle reti in nazionale ― Bosnia ed Erzegovina | Cronologia completa delle presenze e delle reti in nazionale ― Bosnia ed Erzegovina | Cronologia completa delle presenze e delle reti in nazionale ― Bosnia ed Erzegovina | Cronologia completa delle presenze e delle reti in nazionale ― Bosnia ed Erzegovina | Cronologia completa delle presenze e delle reti in nazionale ― Bosnia ed Erzegovina |
| Data                                                                                | Città                                                                               | In casa                                                                             | Risultato                                                                           | Ospiti                                                                              | Competizione                                                                        | Reti                                                                                | Note                                                                                |
| ----------------------------------------------------------------------------------- | ----------------------------------------------------------------------------------- | ----------------------------------------------------------------------------------- | ----------------------------------------------------------------------------------- | ----------------------------------------------------------------------------------- | ----------------------------------------------------------------------------------- | ----------------------------------------------------------------------------------- | ----------------------------------------------------------------------------------- |
| 8-8-2001                                                                            | Teheran                                                                             | Sudafrica                                                                           | 2 – 4                                                                               | Bosnia ed Erzegovina                                                                | LG Cup Iran                                                                         | -                                                                                   |                                                                                     |
| 10-8-2001                                                                           | Teheran                                                                             | Iran                                                                                | 4 – 0                                                                               | Bosnia ed Erzegovina                                                                | LG Cup Iran                                                                         | -                                                                                   | 46’                                                                                 |
| Totale                                                                              |                                                                                     | Presenze                                                                            | 2                                                                                   |                                                                                     | Reti                                                                                | 0                                                                                   |                                                                                     |